# Maria Khorsand
Maria Khorsand, född 12 juni 1957 i Sari i norra Iran, är en iransk-svensk datavetare och företagsledare.
Maria Khorsand växte upp i en akademikerfamilj i Iran och flyttade vid 15 års ålder till Los Angeles för studier i bland annat datavetenskap. Genom äktenskap kom hon 1987 till Sverige och började så småningom på Ericsson där hon snabbt gjorde karriär, bland annat som VD för Ericsson Technology Licensing. Mellan åren 2007 och 2015 var hon VD för SP Sveriges Tekniska Forskningsinstitut. Under hennes ledning har både omsättning och arbetstillfällen på SP dubblerats till 1,5 miljarder respektive 1 500 tjänster i Sverige, Norge och Danmark.
Khorsand har även varit ledamot av Regeringens IT-råd. Hon invaldes 2011 som ledamot av Ingenjörsvetenskapsakademien.
Den 11 juni 2014 tilldelades Khorsand H.M. Konungens medalj i 8:e storleken i serafimerordens band för värdefulla insatser inom svenskt näringsliv.
Sedan 2015 är Khorsand vd på SOS Alarm.

## Chefsuppdrag
- Ericsson Technology Licensing (2001–2004)
- OMX Technology (2004–2006)
- Dell Sverige (2006–2007)
- Sveriges Tekniska Forskningsinstitut (2007–2015)
- SOS Alarm (2015-2022)